# 阿姆斯特朗 (密蘇里州)
阿姆斯特朗（英語：Armstrong）是位於美國密蘇里州霍華德縣的城市。

## 人口
根據2020年美國人口普查的數據，阿姆斯特朗的面積為2.12平方千米，皆為陸地。當地共有人口243人，而人口密度為每平方千米115人。